# Mustafa Nadarević
Mustafa Nadarević (Banja Luka, 2. svibnja 1943. – Zagreb, 22. studenoga 2020.) bio je hrvatski i bosanskohercegovački filmski, kazališni i televizijski glumac te kazališni redatelj.

## Životopis
Mustafa Nadarević rođen je u Banjoj Luci 2. svibnja 1943. godine u obitelji oca Mehmeda Nadarevića i majke Asje Memić. Zbog bombardiranja grada, zajedno s obitelji seli u Zagreb. Otac mu je bio domobranski narednik, a majka prvo domaćica, a zatim blagajnica mesarsko-pekarskog poduzeća "Mićo Šurlan" u Bosanskom Novom. U Zagrebu je pohađao prvi razred osnovne škole, zatim seli u Bosanski Novi gdje ostaje sedam godina, a potom seli u Rijeku. Gimnaziju je završio u Rijeci. Prve glumačke korake napravio je u kazališnoj grupi "Viktora Cara Emina". Na studij odlazi u Zagreb, gdje diplomira na Akademiji dramskih umjetnosti. Kazališnu karijeru započeo je u Zagrebačkom kazalištu mladih. Od 1969. do 2018. godine član je drame Hrvatskoga narodnog kazališta u Zagrebu. Gostuje u HNK "Ivan pl. Zajc" u Rijeci, u HNK u Splitu te na Dubrovačkim ljetnim igrama. Ostvaruje značajne uloge u domaćem (Bodgan u Hvarkinji, Pomet u Dundu Maroju, Miletić u Ostavci, Leone u Gospodi Glembajevima i drugim) i stranom repertoaru (Lorenzacco u Lorenzaccio, Cyrano u Cyranou de Bergeracu, Figaro u Figaro se ženi i Figaro se rastaje, M.P. Murphy u Letu iznad kukavičjeg gnijezda). Ostvario je cijeli niz uloga u televizijskim filmovima i serijama, a na filmu se posebice proslavio ulogom ujaka u filmu Otac na službenom putu E. Kusturice te ulogama u filmovima Miris dunja M. Idrizovića, Već viđeno G. Markovića, Glembajevi A. Vrdoljaka, Praznik u Sarajevu B. Filipovića, Gluvi barut B. Čengića, Savršeni krug A. Kenovića i inima.
Na Akademiji dramskih umjetnosti u Zagrebu predavao je dvije godine, a na sarajevskoj jedan semestar. Odlukom Ministarstva kulture Republike Hrvatske, 2006. godine proglašen je nacionalnim prvakom. Godine 2012. oženio se slovenskom dizajnericom Slavicom Radović, s kojom je prethodno živio 20 godina; iste je godine, 7. lipnja, umrla u 48. godini života. Iz prvoga braka Nadarević je imao kćer Nađu, a iz drugoga kćer Nanu i sina Ašu.
Nadarević je početkom 2020. godine otkrio da se bori s rakom pluća. Umro je u Zagrebu 22. studenoga 2020. u 78. godini života.

## Filmske i televizijske uloge
- 1968. – Gravitacija ili fantastična mladost činovnika Borisa Horvata ... kao Blaja
- 1968. – Ljubezni Blanke Kolak ... kao Pavel
- 1970. – Fiškal
- 1971. – Diogeneš
- 1971. – Prosjaci i sinovi ... kao Iviša
- 1975. - Car se zabavlja
- 1976. – Izjava ... kao radnički sekretar Božo
- 1977. – Nikola Tesla ... kao Fred
- 1978. – Punom parom
- 1978. – Mačak pod šljemom
- 1980. – 1981. – Velo misto ... kao Duje
- 1981. – Nepokoreni grad
- 1981. – Nevolje jednog Branimira ... kao Berthold Barić
- 1982. – Kiklop ... kao Don Fernando; ista uloga i u istoimenoj seriji 1983.
- 1982. – Miris dunja ... kao Mustafa
- 1982. – Zločin u školi
- 1982. – Vlastiti aranžman
- 1983. – Dundo Maroje ... kao Pomet; TV-kazališna predstava
- 1983. – Lažeš, Melita ... kao profesor Vadovec
- 1984. – Mala pljačka vlaka ... kao paragraf
- 1984. – U raljama života
- 1984. – Zadarski memento ... kao Bepo Marini
- 1984. – 1985. – Inspektor Vinko ... kao referent Petar
- 1985. – Horvatov izbor ... kao Vinko Benčina
- 1985. – Ljubavna pisma s predumišljajem ... kao doktor Bošnjak
- 1985. – Otac na službenom putu ... kao Zijah
- 1986. – Večernja zvona ... kao Matko
- 1986. – 1987. – Putovanje u Vučjak ... kao Vinko Benčina
- 1987. – Već viđeno ... kao Mihailo
- 1987. – Zločinci
- 1988. – Klopka ... kao Saša
- 1988. – Zaboravljeni
- 1988. – Glembajevi ... kao Leone Glembaj
- 1989. – Kuduz
- 1989. – Povratak Katarine Kožul
- 1990. – Gluvi barut ... kao Španac
- 1990. – Karneval, anđeo i prah ... Čitač
- 1991. – Praznik u Sarajevu
- 1991. – Priča iz Hrvatske ... kao Andrija
- 1991. – Đuka Begović (film i TV serija) ... kao Mata
- 1992. – Dok nitko ne gleda ... kao policijski inspektor Janko Kramarić
- 1993. – Kontesa Dora ... kao vozač Tuna
- 1994. – Vukovar se vraća kući
- 1994. – Nausikaja
- 1994. – Gospa
- 1995. – Isprani ... kao Otac
- 1997. – Savršeni krug ... kao Hamza
- 1997. – Puška za uspavljivanje ... kao Karlo Štajner
- 1998. – Transatlantic
- 1999. – Četverored ... kao Kapetan
- 2000. – Je li jasno, prijatelju?
- 2001. – Ničija zemlja ... kao stari srpski vojnik
- 2001. – Polagana predaja ... kao bankar Parat
- 2001. – Kraljica noći ... kao Tomin otac Mirko
- 2002. – Novo doba ... kao Petar Strukan
- 2002. – Prezimiti u Riu ... kao Grga
- 2003. – Gori vatra
- 2004. – Kod amidže Idriza ... kao Idriz
- 2004. – Heimkehr ... kao Vlado
- 2004. – Duga mračna noć ... kao Španac
- 2004. – Družba Isusova ... kao Kaštelan
- 2004. – Iluzija ... kao Profesor
- 2005. – Duga mračna noć (TV serija) ... kao Vlado
- 2006. – Balkan Inc. ... kao Bero Filipović
- 2006. – Nafaka ... kao Gazda Marx
- 2006. – 2007. – Kazalište u kući ... kao Vili S. Tončić
- 2007. – 2020. – Lud, zbunjen, normalan ... kao Izet Fazlinović
- 2008. – Ničiji sin ... kao Izidor Barić
- 2010. - Piran / Pirano kao Veljko
- 2012. – Ljudožder vegetarijanac ... kao dr. Marelja
- 2012. – Halimin put ... kao Avdo
- 2012. – Kad svane dan ... kao profesor Miša Brankov
- 2012. – Libar Miljenka Smoje oli ča je život vengo fantažija ... kao sudionik dokumentarnoga serijala
- 2013. – Šegrt Hlapić ... kao siromašni dobri košarač
- 2013. - Čefuri raus ... kao Čiča
- 2018. – Za ona dobra stara vremena ... kao Krcko
- 2019. – General (film i TV serija) ... kao Janko Bobetko

## Nagrade i priznanja
Nepotpun popis
- Marul
- Orlando
- Zlatni lovor vijenac – tri puta
- Zlatni lovor vijenac za posebni doprinos teatarskoj umjenosti
- Sterijina nagrada
- Zlatna klapa – tri puta
- Zlatna arena – tri puta
- Grand Prix na filmskom festivalu u Moskvi
- 1981.: Nagrada Dubravko Dujšin
- 1981.: Nagrada Vladimir Nazor
- 1991.: Nagrada Zlatni smijeh za najbolju režiju na Danima satire za Predstavu Hamleta u selu Mrduša Donja Ive Brešana
- 1999.: Nagrada Mila Dimitrijević za ulogu Willyja Lomana u predstavi Smrt trgovačkog putnika Arthura Millera u izvedbi Drame HNK u Zagrebu
- 1999.: Nagrada hrvatskog glumišta za ulogu Willyja Lomana u predstavi Smrt trgovačkog putnika Arthura Millera, u režiji Stevena Kenta i izvedbi Drame HNK u Zagrebu
- 2002.: Nagrada Mila Dimitrijević za ulogu Nikolaja Petrovića Kirsanova u predstavi Očevi i sinovi Briana Friela prema istoimenom romanu Ivana Sergejeviča Turgenjeva u izvedbi Drame HNK u Zagrebu
- 2003.: Nagrada grada Zagreba[9]
- 2004.: Nagrada Zlatni smijeh na Danima satire za adaptaciju Balkanskog špijuna Dušana Kovačevića u vlastitoj režiji i izvedbi Satiričkog kazališta Kerempuh
- 2005.: Nagrada Mila Dimitrijević za ulogu Don Zanea u drami Glorija Ranka Marinkovića u izvedbi Drame HNK u Zagrebu
- 2006.: Nagrada Tito Strozzi za ulogu Hasanage, za režiju i za dramski tekst Hasanaginice
- 2007.: Nagrada na Festivalu glumca u Vinkovcima za ulogu Hasanage u svojoj režiji Hasanaginice prema Milanu Ogrizoviću
- 2008.: Nagrada za životno djelo Libertas film festivala[10]
- 2018.: Nagrada hrvatskog glumišta za svekoliko umjetničko djelovanje[11]

## Vanjske poveznice
- Mustafa Nadarević u internetskoj bazi filmova IMDb-u (engl.)